# Jean Jérôme Hamer
Jean Jérôme Hamer (Bruxelles, 1º giugno 1916 – Roma, 2 dicembre 1996) è stato un cardinale e arcivescovo cattolico belga.

## Biografia
Hamer è stato ordinato presbitero il 3 agosto 1941. Dopo aver svolto l'incarico di segretario aggiunto, e successivamente segretario, del Segretariato per la Promozione dell'Unità dei Cristiani fu segretario della Congregazione per la Dottrina della Fede dal 14 giugno 1973 all'8 aprile 1984. Papa Giovanni Paolo II lo elevò al rango di cardinale nel concistoro del 25 maggio 1985. Si dimise da tutti i suoi incarichi il 21 gennaio 1992, all'età di settantacinque anni. Morì il 2 dicembre 1996 all'età di 80 anni. È sepolto nel cimitero del Verano.

## Genealogia episcopale
La genealogia episcopale è:
- Cardinale Scipione Rebiba
- Cardinale Giulio Antonio Santori
- Cardinale Girolamo Bernerio, O.P.
- Arcivescovo Galeazzo Sanvitale
- Cardinale Ludovico Ludovisi
- Cardinale Luigi Caetani
- Cardinale Ulderico Carpegna
- Cardinale Paluzzo Paluzzi Altieri degli Albertoni
- Papa Benedetto XIII
- Papa Benedetto XIV
- Papa Clemente XIII
- Cardinale Marcantonio Colonna
- Cardinale Giacinto Sigismondo Gerdil, B.
- Cardinale Giulio Maria della Somaglia
- Cardinale Carlo Odescalchi, S.I.
- Cardinale Costantino Patrizi Naro
- Cardinale Lucido Maria Parocchi
- Papa Pio X
- Papa Benedetto XV
- Papa Pio XII
- Cardinale Eugène Tisserant
- Papa Paolo VI
- Cardinale Jean Jérôme Hamer, O.P.